# Wolf Hogekamp
Wolfgang („Wolf“) Hogekamp (* 14. Juli 1961 in Kleve) ist ein deutscher Filmemacher, Slam Master und Slam-Poet.

## Leben
Seit 1994 veranstaltet Wolf Hogekamp in Berlin die älteste Poetry-Slam-Reihe Deutschlands. 1997 organisierte er die ersten deutschsprachigen Poetry-Slam-Meisterschaften und begründete damit die wichtigste Veranstaltungsreihe der Poetry-Slam-Bewegung des deutschen Sprachraums.
Im Jahr 2000 entwickelte Wolf Hogekamp zusammen mit Bas Böttcher das Poetry-Clip-Format. 2005 veröffentlichten sie gemeinsam die DVD Poetry Clips (Vol. 1) auf dem Berliner Label Lieblingslied Records.
Das Kurzfilmfestival in Oberhausen widmete Hogekamps Poetry Clips 2010 eine eigene Abendveranstaltung.
Auf Einladung des Goethe-Institutes war Wolf Hogekamp im Sommer 2010 zusammen mit Sebastian 23 und Lars Ruppel auf Tournee in den USA.

## Werke
- 2005 Poetry Clips (Vol. 1) (DVD, Lingua-Video/Lieblingslied Records)
- 2008 Berlinerwald (CD, Sprechstation)
- 2009: Kampftrinken Berlin 1989 - Drinking Battle
- 2010 Poetry Clips (Vol. 2) (DVD, spokenwordberlin)
- 2010 Es regnet Ponys (Lektora Verlag)
- Böttcher/Hogekamp (Hrsg.), Die Poetry-Slam-Fibel, Anthologie, SATYR Verlag, ISBN 978-3-944035-38-3